# ヘラクレスサン
ヘラクレスサン (学名: Coscinocera hercules) は、 鱗翅目ヤママユガ科に分類されるガの一種。世界最大のガとして知られている。

## 分布
ニューギニア島とオーストラリア北部に生息。

## 形態
前翅長は270ミリメートルで、オーストラリアで見つかった最大のガであり、その翅は昆虫の中で最大の表面積 (300平方センチメートル) に及ぶ。体色は赤褐色を呈し 、4つの翅にそれぞれに透明な斑点がある。雄は雌よりも後翅の尾が長細いのが特徴。
幼虫は130ミリメートルまで成長し、体色は薄い青色で、側面に赤い点と黄色の棘がある。

## 生態

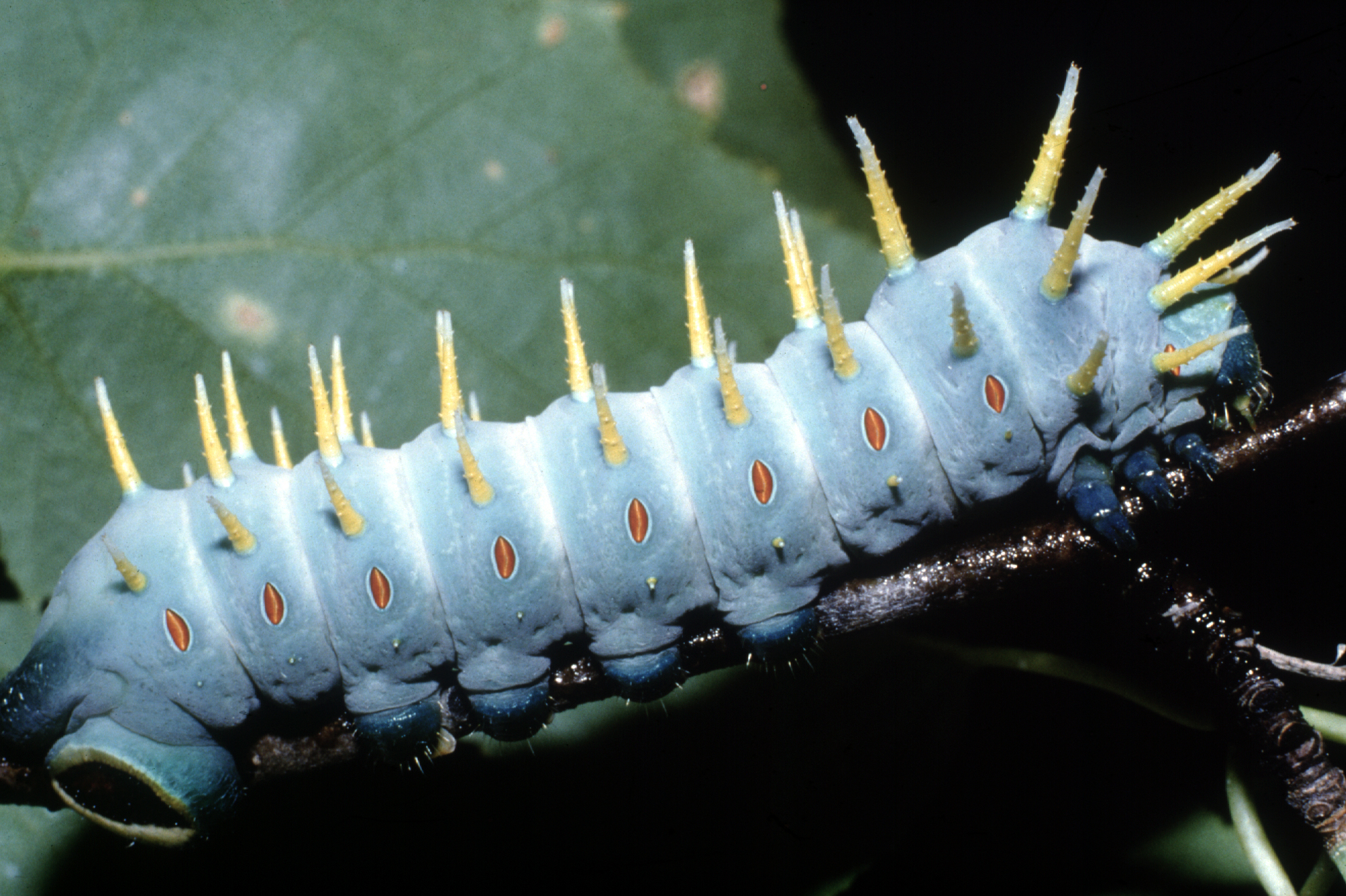
ヘラクレスサンの幼虫。

成虫は口器 (口吻) は退化して失っているため羽化後は一切食事を取らない。幼虫の頃に蓄えた養分で羽化後は生きるため、成虫寿命は長くても1週間ほどと短い。一方幼虫の頃は口器 (口吻) が退化しておらず、セロリの木の葉を食す。